# Molophilus (Molophilus) propinquus triacanthus
Molophilus (Molophilus) propinquus triacanthus is een ondersoort van de tweevleugelige Molophilus (Molophilus) propinquus uit de familie steltmuggen (Limoniidae). De ondersoort komt voor in het Palearctisch gebied.